# Sebastian Tynkkynen
Miika Sebastian Tynkkynen, född 8 mars 1989 i Lochteå, är en finländsk politiker som år 2015 valdes till ordförande för det finska partiet Sannfinländarnas ungdomsförbund Finsk Ungdom. Tynkkynen är också sedan augusti 2015 Sannfinländarnas tredje vice ordförande. Han valdes i riksdagen 2019 från Uleåborgs valkrets, med 9271 röster. 
Han ökade i popularitet efter att ha deltagit i Finlands version av dokusåpan Big Brother år 2011.
I september 2015 deltog Sebastian Tynkkynen på Sverigedemokratisk Ungdoms kongress i Bohuslän, medan moderpartiet Sannfinländarna inte vill förknippas med Sverigedemokraterna.
Tynkkynen, vars far är finlandssvensk, har kritiserat den så kallade tvångsvenskan i finländsk skola. Tynkkynen har tre gånger dömts för hets mot folkgrupp.

## Fotnoter
1. 1 2  Riksdagsledamöterna, Finlands riksdag.[källa från Wikidata]
2. 1 2 3  Europaparlamentets ledamöter, Europaparlamentariker-ID: 256806.[källa från Wikidata]
3. ↑  Riksdagsledamöterna, Finlands riksdag, Id för finländska riksdagsledamöter: 1451, läst: 3 april 2022.[källa från Wikidata]
4. ↑  Oulu - Kuntavaalit 2017 - Vaalien tulospalvelu (på finska), Yle, läs online, läst: 20 april 2017.[källa från Wikidata]
5. ↑  ”Oululainen Sebastian Tynkkynen nousi Perussuomalaisten nuorten johtoon”. http://www.kaleva.fi/uutiset/kotimaa/oululainen-sebastian-tynkkynen-nousi-perussuomalaisten-nuorten-johtoon/680154/. Läst 13 september 2015.
6. ↑  ”Sebastian Tynkkynen kampesi Juho Eerolan 3. varapuheenjohtajan paikalta”. http://yle.fi/uutiset/sebastian_tynkkynen_kampesi_juho_eerolan_3_varapuheenjohtajan_paikalta/8212851. Läst 13 september 2015.
7. ↑  ”Kandidater”. tulospalvelu.vaalit.fi. https://tulospalvelu.vaalit.fi/EKV-2019/se/val12.html. Läst 26 maj 2019.
8. ↑  Otavamedia. ”Suomalaisen BB-tähden kohuvideo poistettiin YouTubesta!”. Hymy. http://www.hymy.fi/uutiset/suomalaisen-bb-tahden-kohuvideo-poistettiin-youtubesta. Läst 13 september 2015.
9. ↑  ”Sannfinländarnas ungdomsförbund besöker SDU utan moderpartiets godkännande - Sisuradio”. http://sverigesradio.se/sida/artikel.aspx?programid=185&artikel=6252611. Läst 13 september 2015.
10. ↑  Suni, Annakaisa (1 september 2019). ”Tynkkynen väcker ilska och den bär honom”. Hufvudstadsbladet:  s. 6–7. http://www.hbl.fi/artikel/ilska-gor-sebastian-tynkkynen-overlagsen-pa-facebook/.
11. ↑  ”Sannfinländaren Sebastian Tynkkynen döms för hets mot folkgrupp – för tredje gången”. svenska.yle.fi. https://svenska.yle.fi/a/7-10006880. Läst 4 oktober 2021.